# سیکوریتسه

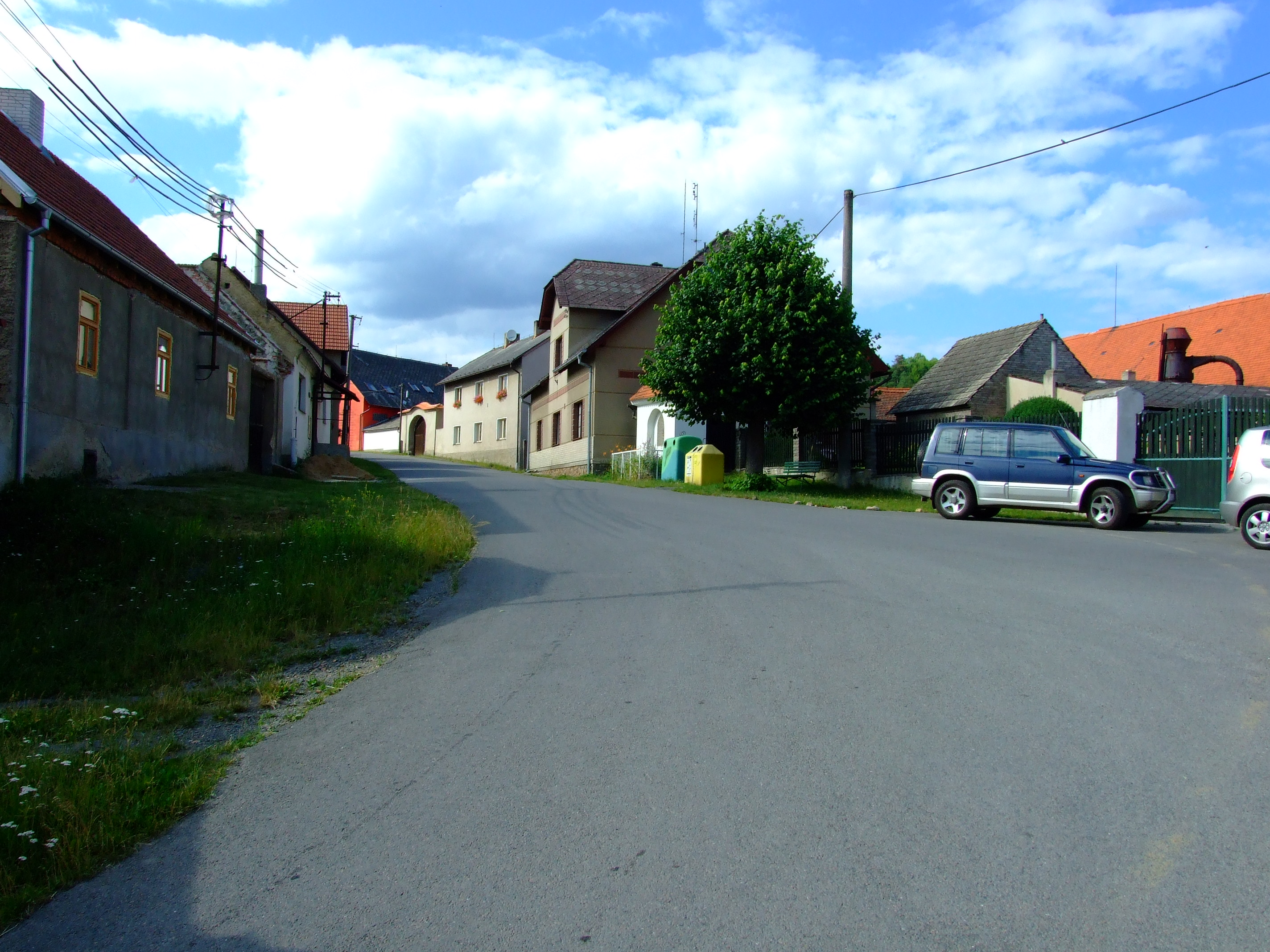
سیکوریسته

سیکوریتسه (به چکی: Sýkořice) یک منطقهٔ مسکونی در جمهوری چک است که در ناحیه راکوونیک واقع شده‌است.